# Бејкер (планина)
Бејкер (енгл. Mount Baker) је активни вулкан у америчкој држави Вашингтон близу канадске границе. Планина Бејкер има други термално активни кратер у Каскадима после планине Сент Хеленс. Данашња купа планине Бејкер је релативно млада, мање од 100.000 година. Већи део планине је еродирао током последњег Леденог доба које је кулминирало пре 15.000-20.000 година када су велике наслаге леда покривале долине и околину вулкана. У последњих 14.000 година област око планине је углавном без леда али сама планина и њен врх су у великој мери прекривене снегом и ледом. У 1891 г. планина је избацила око 15 км3 стена и лахра који су текли више од 9 км. и затрпали око 2,6 km². Активност у 20. веку је ослабила и састоји се углавном бројних мањих одрона. Један већи догодио се 2007 године.